# Via Frattina
Via Frattina è una delle vie più conosciute del centro storico di Roma, condivisa fra i rioni Colonna a sud e Campo Marzio a nord.

## Geografia
Situata nell'area nord del centro storico (il cosiddetto Tridente), collega via del Corso a piazza di Spagna, di fronte al palazzo di Propaganda Fide, al cui primo proprietario, Bartolomeo Farrattino (o Ferratino) (1537-1606), vescovo di Amelia, la via deve il nome.

## Storia
Via Frattina segue il percorso di una strada di epoca romana utilizzata dagli abitanti delle ville del Pincio per recarsi al centro della città. Lastricata nel Cinquecento a seguito del piano sistino, e nello stesso secolo che avviene la lottizzazione della zona e la costruzione delle residenze. Alla fine della via si trova il palazzo dell'Ambasciata di Spagna.

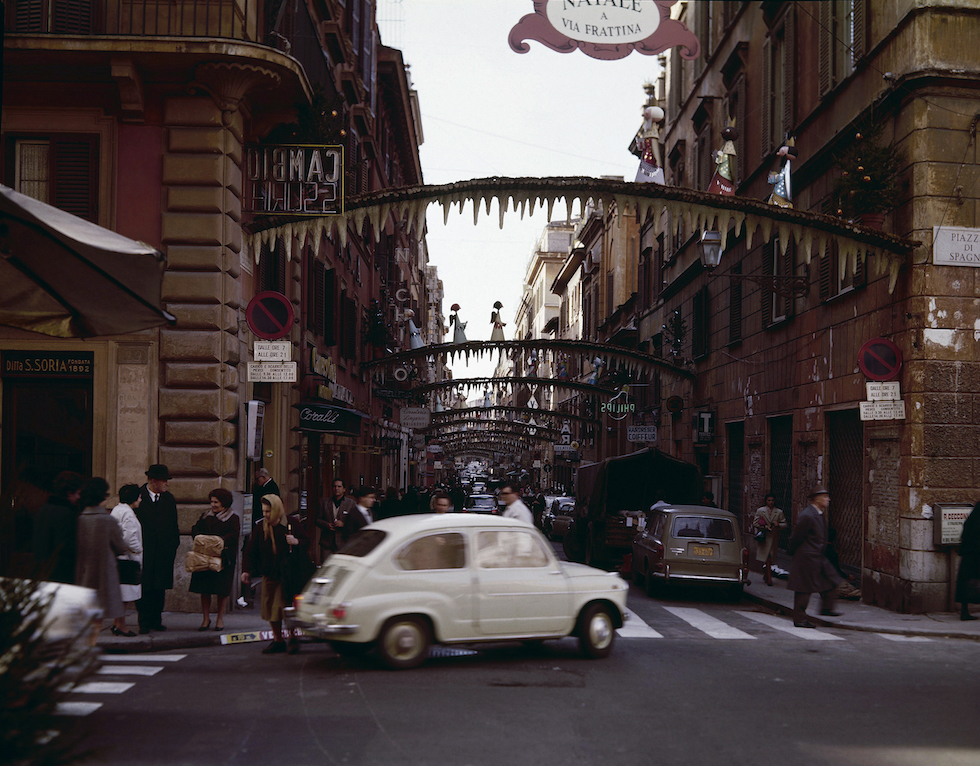
Via Frattina nel dicembre 1965.

Negli anni sessanta, insieme a via dei Condotti e via Borgognona, diventa una delle strade dello shopping romano, con una vocazione più spiccata verso la sartoria, l'argenteria e l'arredamento.
Via Frattina viene citata nella canzone di Francesco De Gregori Per le strade di Roma ("lucciole sulla Salaria, zoccole in via Frattina") in una associazione ironica fra 2 diversi modi di intendere ed esercitare il mestiere più vecchio del mondo. Un altro riferimento, sempre ad opera del cantautore romano, è presente nel brano 300.000.000 di topi contenuto nell'album Mira Mare 19.4.89. Viene inoltre citata nella canzone di Antonello Venditti Regali di Natale ("ci incontreremo all'angolo in quel bar di via Frattina").

## Trasporti
La strada è raggiungibile dalla stazione Spagna della metropolitana di Roma.